# Alf Ramsey
Sir Alfred Ernest Ramsey (22. ledna 1920, Dagenham — 28. dubna 1999 Ipswich) byl anglický fotbalista a trenér. Na mistrovství světa ve fotbale 1966 dovedl národní tým k dosud jedinému titulu mistrů světa.

## Hráčská kariéra
Hrál pravého obránce za Portsmouth FC, Southampton FC a od roku 1949 za Tottenham Hotspur, s nímž se stal v roce 1951 anglickým šampiónem. Odehrál 32 reprezentačních zápasů a vstřelil v nich tři branky (všechny z pokutových kopů). Zúčastnil se mistrovství světa ve fotbale 1950. Ve třech mezistátních utkáních navlékl kapitánskou pásku.

## Trenérská kariéra
V roce 1955 začal trénovat Ipswich Town. Husarský kousek se mu podařil v roce 1962, když Ipswich jako ligový nováček získal mistrovský titul. Ramsey byl jmenován manažerem národního týmu a vyhlásil cíl vybojovat na domácím mistrovství v roce 1966 pro Anglii první místo. Radikálně tým omladil (na rozdíl od předchozích manažerů si nenechal od nikoho mluvit do sestavy) a vsadil na kolektivní pojetí hry. Proslul jako psycholog a motivátor, který tvrdě trestal nedisciplinovanost a porušování životosprávy, ale zároveň naslouchal názorům hráčů a dovolil jim, aby mu říkali „Alfe“. Ramsey vnutil týmu svoji taktiku, spočívající v nahrazení klasických křídelních útočníků překvapivými údery záložní řady, vynalezl tak dosud platný systém 4-4-2. Na šampionátu byl po úvodní bezbrankové remíze s Uruguayci kritizován, jeho trpělivá strategie však vycházela: tým se pomalu, ale jistě zlepšoval a prošel až do finále. Před ním novináři a fanoušci žádali, aby byl do sestavy zařazen tehdy nejlepší kanonýr Jimmy Greaves, který pro zranění nehrál čtvrtfinále a semifinále. Ramsey však prohlásil: „Nikdy neměním vítězný tým,“ a poslal na trávník Geoffreyho Hursta, který se mu za důvěru odměnil třemi brankami. V přestávce před prodloužením osvědčil chladnokrevnost, když hráčům řekl jenom: „Už jste nad nimi jednou vedli,“ (než Wolfgang Weber v poslední minutě vyrovnal na 2:2) „tak to prostě musíte zopakovat. Máte na to.“
V lednu 1967 se stal Alf Ramsey Rytířem Britského impéria. Dovedl Angličany ještě do semifinále mistrovství Evropy ve fotbale 1968 a do čtvrtfinále mistrovství světa ve fotbale 1970 a mistrovství Evropy ve fotbale 1972. Koučoval národní tým ve 113 zápasech, z toho bylo 69 vítězných. Odvolán byl poté, co Anglie po prohře s Polskem nepostoupila na mistrovství světa ve fotbale 1974.